# مكتب الأرصاد الجوية
مكتب الأرصاد الجوية (بالإنجليزية: Meteorological Office)‏ هو مكتب خدمة الأرصاد الجوية الوطنية في المملكة المتحدة، يقع مقره الرئيسي في إكزتر في مقاطعة ديفون بالمملكة المتحدة. يعرف كذلك باختصار UKMET، يتواجد المكتب في جميع الأراضي البريطانية، تتجلى وظيفته الأساسية في تقديم التنبؤات الجوية.
مكتب الأرصاد الجوية هو عضو في المنظمة العالمية للأرصاد الجوية، المركز الأوروبي للتنبؤات الجوية المتوسطة المدى، المنظمة الأوروبية لاستغلال أقمار الأرصاد الجوية، والشبكة الأوروبية للأرصاد الجوية. يوجد المكتب حاليا تحت إدارة جون هيرست.

## تاريخ
أنشئ مكتب الأرصاد الجوية في عام 1854 باعتباره قسما صغير تابع للجنة التجارة بتوجيه من الضابط البحري وعالم الأرصاد روبرت فيتزروي، كان الهدف منه هو خدمة البحارة.
أدى فقدان سفينة الركاب الشراعية التي تحمل اسم الميثاق الملكي؛ قبالة ساحل جزيرة أنغلزي أثناء عاصفة عنيفة ضربت المنطقة في أكتوبر 1859، إلى تقديم المكتب أول خدمة تنبيه من العاصفة.
أسس فيتزروي في ما بعد شبكة مكونة من 15 محطة ساحلية يمكن من خلالها توفير تحذيرات بصرية من العواصف للسفن في البحر.
ساهم اختراع التلغراف الكهربائي في الانتشار السريع للإنذارات، وأدى أيضا إلى تطوير شبكة مراقبة يمكن استخدامها بعد ذلك في تقديم تحليل شامل للأحوال الجوية. انطلاقا من سنة 1861 بدأ المكتب في تقديم تنبؤات الطقس لصالح الصحف.
استعمل في ذلك فيتزروي، صور راسم الضغط الجوي للمساعدة في هذه المهمة التي تقوم بها شبكة المراقبة التابعة للمكتب.
بعد وفاة فيتزروي في مايو 1866، توقف نشر التنبؤات، لكنه سرعان ما استؤنف في أبريل 1879.

### علاقة المكتب بوزارة الدفاع
بعد الحرب العالمية الأولى، أصبح مكتب الأرصاد الجوية جزءا من وزارة الأجواء البريطانية في سنة 1919، في ذلك الوقت كانت توقعات الطقس تلاحظ من أعلى بناية بيت التلفزيون "Television House" (أين تأسست وزارة الأجواء)، نتيجة لذلك شاعت عبارة «الطقس من على سطح وزارة الأجواء».
بالنظر إلى الحاجة الملحة لمعلومات الطقس في مجال الطیران، فقد وضع مكتب الأرصاد الجویة العدید من ملاحظاته ونقاط جمع البیانات في المطارات التابعة لسلاح الجو الملكي، وھذا یفسر العدد الكبیر من المطارات العسکریة المذكورة في نشرات المكتب إلى غاية اليوم. في سنة 1936، قدم المكتب خدماته أيضا للبحرية الملكية. بحلول أبريل 1990، أصبح وكالة تنفيذية تابعة لوزارة الدفاع، تضطلع بأدوار شبه حكومية.

### تغيير الملكية
نتيجة للتغير الذي شهدته آلية الحكومة، تم تغيير ملكية المكتب ليصبح تحت إدارة وزارة الأعمال والابتكار والمهارات مطلع 18 يوليو 2011،  ليصبح في وقت لاحق جزءا من وزارة الأعمال والطاقة والصناعة الاستراتيجية، بعد اندماج وزارة الأعمال والابتكار والمهارات (BIS) ووزارة الطاقة وتغيرات المناخ (DECC) في 14 يوليو 2016.
بالرغم من أن المكتب لم يعد اليوم جزءا من وزارة الدفاع، إلا أنه لا زال يحتفظ بعلاقات وثيقة مع الجيش، يظهر ذلك جليا من خلال مكاتبه المتواجد على مستوى الجبهة الأمامية للقوات الجوية الملكية وكذا القواعد العسكرية للجيش داخل وخارج المملكة المتحدة، وأيضا من خلال المشاركة التي يقدمها في المركز المشترك لعمليات علم الأرصاد الجوية وعلم المحيطات (المعروف اختصارا ب "JOMOC") رفقة البحرية الملكية. يتوفر مكتب الأرصاد أيضا على وحدة أرصاد متنقلة (إم إم يو)، تتألف من مكاتب الأرصاد هم في أصل أفراد من احتياطي سلاح الجو الملكي البريطاني والذين يرافقون الوحدات العسكرية البريطانية (سلاح الجو الملكي البريطاني بشكل خاص) إلى جبهة القتال في أوقات النزاعات والحروب، من أجل تقديم المشورة للقوات المسلحة حول شروط المعركة.

## مقرات المكتب
في سبتمبر 2003، نقل مكتب الأرصاد الجوية إلى مقره الجديد الذي بني خصيصا له بقيمة 80 مليون جنيه إسترليني، بالقرب من مطار إكزتر والطريق السريع "A30" في ديفون.
افتتح المبنى رسميا من طرف الأستاذ روبرت ماي في يوم 21 يونيو 2004، وذلك قبل أسابيع قليلة احتفاله بعيد ميلاده المائة والخمسين. بالإضافة لمكتبه الرئيسي فإن مركز الأرصاد يتوفر كذلك على مراكز أخرى في كل من أبردين، جبل طارق وجزر فوكلاند.
بالإضافة لذلك يتوفر المكتب في مراكز أخرى تابعة له في عدة مؤسسات، على غرار «المركز المشترك للأرصاد الجوية على المدى المتوسط» في جامعة ريدنغ في بيركشاير، و «المركز المشترك لبحوث الأرصاد الجوية المائية» في والينغفورد، بالإضافة إلى مركز متواجد على مستوى قواعد الجيش والقوات الجوية في المملكة المتحدة والخارج (يشمل مركز متنقل  على خط المواجهة في مناطق الصراع).

## المدراء العامون والرؤساء التنفيذيون
- السير ويليام نابير شاو: (1905–1920)
- السير غراهام ساتون: (1954–1965)
- السير باسل جون ماسون: (1965–1983)
- السير جون هويتون: (1983–1991) [7]
- جوليان هانت: (1992–1997)
- بيتر إوينز: (1997–2004)
- ديفيد روجرز: (2004-2005)
- مارك هتشينسون: (2005-2007)
- جون هيرست: (2007-2014)
- روب فارلي: (2014-الآن)[8]

## روابط خارجية
- الموقع الرسمي لمكتب الأرصاد الجوية